# Mora megistosperma
Mora megistosperma är en ärtväxtart som först beskrevs av Henri François Pittier, och fick sitt nu gällande namn av Nathaniel Lord Britton och Joseph Nelson Rose. Mora megistosperma ingår i släktet Mora och familjen ärtväxter. Inga underarter finns listade i Catalogue of Life.